# سی و هفتمین مراسم گلدن گلوب
۳۷مین مراسم گلدن گلوب برای ارج نهادن به بهترین فیلم و شوی تلویزیونی سال ۱۹۷۹ در ۲۹ ژانویه سال ۱۹۸۰ برگزار شد
مریل استریپ اولین بار توانست برنده گلدن گلوب شود. وی تا سال ۲۰۱۵، ۲۸ بار نامزد گوی زرین شده و توانسته ۸ بار برنده گلدن گلوب شود

## برندگان

### فیلم سینمایی
| Best Motion Picture | Best Motion Picture |
| جایزه گلدن گلوب بهترین فیلم – درام | جایزه گلدن گلوب بهترین فیلم – موزیکال یا کمدی |
| --- | --- |
| - کریمر علیه کریمر - اینک آخرالزمان - سندرم چین - منهتن (فیلم ۱۹۷۹) - نورما ری | - گسستن - ۱۰ (فیلم ۱۹۷۹) - حضور (فیلم) - مو (فیلم) - رز (فیلم ۱۹۷۹) |
| Best Performance in a Motion Picture – Drama | |
| جایزه گلدن گلوب بهترین بازیگر مرد – فیلم درام | جایزه گلدن گلوب بهترین بازیگر زن – فیلم درام |
| - داستین هافمن – کریمر علیه کریمر در نقش Ted Kramer - جک لمون – سندرم چین در نقش Jack Godell - آل پاچینو – ...و عدالت برای همه (فیلم) در نقش Arthur Kirkland - جان ویت – قهرمان (فیلم ۱۹۷۹) در نقش Billy Flynn - جیمز وودز – The Onion Field در نقش Gregory Powell                             | - سالی فیلد – نورما ری در نقش Norma Rae Webster - جیل کلایبورگ – La Luna در نقش Caterina Silveri - لیسا آیشهورن – Yanks در نقش Jean Moreton - جین فوندا – سندرم چین در نقش Kimberly Wells - مارشا ماسون – Promises in the Dark در نقش Dr. Alexandra Kendall                                                                      |
| Best Performance in a Motion Picture – Comedy or Musical | |
| جایزه گلدن گلوب بهترین بازیگر مرد – فیلم موزیکال یا کمدی | جایزه گلدن گلوب بهترین بازیگر زن – فیلم موزیکال یا کمدی |
| - پیتر سلرز – حضور (فیلم) در نقش Chance - جرج همیلتون (هنرپیشه) – Love at First Bite در نقش کنت دراکولا - دادلی مور – ۱۰ (فیلم ۱۹۷۹) در نقش George Webber - برت رینولدز – شروع دوباره در نقش Phil Potter - روی شایدر – اینطور چیزها (فیلم) در نقش Joe Gideon                                   | - بت میدلر – رز (فیلم ۱۹۷۹) در نقش Mary Rose Foster - جولی اندروز – ۱۰ (فیلم ۱۹۷۹) در نقش Samantha Taylor - جیل کلایبورگ – شروع دوباره در نقش Marilyn Holmberg - شرلی مک‌لین – حضور (فیلم) در نقش Eve Rand - مارشا ماسون – فصل دو در نقش Jennie MacLaine                                                                          |
| Best Supporting Performance in a Motion Picture – Drama, Comedy or Musical | |
| جایزه گلدن گلوب بهترین بازیگر نقش مکمل مرد | جایزه گلدن گلوب بهترین بازیگر نقش مکمل زن |
| - ملوین داگلاس – حضور (فیلم) در نقش Benjamin Rand - رابرت دووال – اینک آخرالزمان در نقش Lt. Col. Bill Kilgore - فردریک فورست – رز (فیلم ۱۹۷۹) در نقش Huston Dyer - جاستین هنری – کریمر علیه کریمر در نقش Billy Kramer - لارنس الیویه – یک عاشقانه کوچک در نقش Julius                           | - مریل استریپ – کریمر علیه کریمر در نقش Joanna Kramer - جین الکساندر – کریمر علیه کریمر در نقش Margaret Phelps - کتلین بلر – Promises in the Dark در نقش Elizabeth (Buffy) Koenig - کندیس برگن – شروع دوباره در نقش Jessica Potter - ولری هارپر – فصل دو در نقش Faye Medwick                                                     |
| Other | |
| جایزه گلدن گلوب بهترین کارگردانی | جایزه گلدن گلوب بهترین فیلم‌نامه |
| - فرانسیس فورد کوپولا – اینک آخرالزمان - هال اشبی – حضور (فیلم) - رابرت بنتون – کریمر علیه کریمر - جیمز بریجز – سندرم چین - پیتر ییتس – گسستن | - کریمر علیه کریمر – رابرت بنتون - حضور (فیلم) – یرژی کوشینسکی - گسستن – استیو تسیچ - سندرم چین – جیمز بریجز, T. S. Cook and Mike Gray - نورما ری – Irving Ravetch and هریت فرانک جونیور |
| جایزه گلدن گلوب بهترین موسیقی | جایزه گلدن گلوب بهترین ترانه غیراقتباسی |
| - اینک آخرالزمان – کارمینه کوپولا (آهنگساز) and فرانسیس فورد کوپولا - ۱۰ (فیلم ۱۹۷۹) – هنری مانچینی - بیگانه (فیلم ۱۹۷۹) – جری گلدسمیت - The Amityville Horror – لالو شیفرین - اسب سیاه (فیلم ۱۹۷۹) – کارمینه کوپولا (آهنگساز) - یک عاشقانه کوچک – ژرژ دلرو - پیشتازان فضا: فیلم – جری گلدسمیت | - "The Rose" (Amanda McBroom) – رز (فیلم ۱۹۷۹) - "Better Than Ever" (ماروین هملیش, کارول بیر سیجر) – شروع دوباره - "The Main Event" (پال جبارا, Bruce Roberts) – The Main Event - "Rainbow Connection" (پال ویلیامز (ترانه‌سرا), کنت آشر) – فیلم ماپت‌ها - "Through the Eyes of Love" (ماروین هملیش, کارول بیر سیجر) – Ice Castles |
| New Star of the Year – Actor | New Star of the Year – Actress |
| - ریکی شرودر – قهرمان (فیلم ۱۹۷۹) در نقش Timothy Joseph ("T.J.") Flynn - دنیس کریستوفر – گسستن در نقش Dave Stoller - جاستین هنری – کریمر علیه کریمر در نقش Billy Kramer - دین پال مارتین – بازیکنان (فیلم ۱۹۷۹) در نقش Chris - تریت ویلیامز – مو (فیلم) در نقش George Berger                   | - بت میدلر – رز (فیلم ۱۹۷۹) در نقش Mary Rose Foster - سوزان آنتون – Goldengirl در نقش Goldine - بو درک – ۱۰ (فیلم ۱۹۷۹) در نقش Jenny Hanley - لیسا آیشهورن – Yanks در نقش Jean Moreton - لین-هالی جانسون – Ice Castles در نقش Alexis "Lexie" Winston                                                                             |
| جایزه گلدن گلوب بهترین فیلم غیر انگلیسی‌زبان | |
| - قفسی برای دیوانگان (فیلم) (فرانسه) - The Europeans (بریتانیا) - ازدواج ماریا براون (آلمان غربی) - Soldier of Orange (هلند) - Till Marriage Do Us Part (ایتالیا) | |

### مجموعه تلویزیونی

#### جایزه گلدن گلوب بهترین فیلم – درام
لو گرانت (مجموعه تلویزیونی)
- Backstairs at the White House
- Centennial
- دالاس (مجموعه تلویزیونی ۱۹۷۸)
- ریشه‌ها: نسل‌های بعدی
- کارآگاه راکفورد

#### جایزه گلدن گلوب بهترین مجموعه تلویزیونی – موزیکال یا کمدی
آلیس (مجموعه تلویزیونی) (tie)
 Taxi (tie) 
- M*A*S*H
- The Love Boat
- The Associates

#### جایزه گلدن گلوب بهترین مجموعه تلویزیونی کوتاه یا فیلم تلویزیونی
در جبهه غرب خبری نیست (فیلم ۱۹۷۹)
- الویس (فیلم ۱۹۷۹)
- Friendly Fire
- Like Normal People
- The Miracle Worker

#### جایزه گلدن گلوب بهترین بازیگر مرد – مجموعه تلویزیونی درام
اد اسنر – لو گرانت (مجموعه تلویزیونی)
- ریچارد چمبرلین – Centennial
- اریک استرادا – CHiPs
- جیمز گارنر – کارآگاه راکفورد
- جان هاوسمن – The Paper Chase
- مارتین شین – Blind Ambition
- رابرت اوریچ – Vega$
- رابرت واگنر – Hart to Hart

#### جایزه گلدن گلوب بهترین بازیگر زن – مجموعه تلویزیونی درام
ناتالی وود – From Here to Eternity
- باربارا بل گدس – دالاس (مجموعه تلویزیونی ۱۹۷۸)
- کیت مولگرو – Mrs. Columbo
- استفانی پاورز – Hart to Hart
- سادا تامپسون – Family

#### جایزه گلدن گلوب بهترین بازیگر مرد – مجموعه تلویزیونی موزیکال یا کمدی
آلن آلدا – M*A*S*H
- جاد هیرش – Taxi
- ویلفرید هاید-وایت – The Associates
- جان ریتر – Three's Company
- رابین ویلیامز – Mork & Mindy

#### جایزه گلدن گلوب بهترین بازیگر زن – مجموعه تلویزیونی موزیکال یا کمدی
لیندا لوین – آلیس (مجموعه تلویزیونی)
- پنی مارشال – Laverne & Shirley
- دونا پسکو – Angie
- جین استیپلتون – همگی در خانواده
- لرتا اسویت – M*A*S*H

#### جایزه گلدن گلوب بهترین بازیگر نقش مکمل مرد – سریال، سریال کوتاه یا فیلم تلویزیونی
دنی دویتو – Taxi (tie)
 ویک تایبک – آلیس (مجموعه تلویزیونی) (tie)
- جف کاناوی – Taxi
- تونی دنزا – Taxi
- دیوید دویل (هنرپیشه) – فرشتگان چارلی (مجموعه تلویزیونی)

#### جایزه گلدن گلوب بهترین بازیگر نقش مکمل زن – سریال، سریال کوتاه یا فیلم تلویزیونی
پالی هالیدی – آلیس (مجموعه تلویزیونی)
- لونی اندرسون – WKRP in Cincinnati
- مریلو هنر – Taxi
- بث هالند – آلیس (مجموعه تلویزیونی)
- لیندا کلسی – لو گرانت (مجموعه تلویزیونی)